# Carol & Company
Carol & Company  è una serie televisiva statunitense in 34 episodi trasmessi per la prima volta nel corso di 2 stagioni dal 1990 al 1991.
È una sitcom di tipo antologico in cui ogni episodio rappresenta una storia a sé con personaggi diversi interpretati dallo stesso cast di attori: in primis la star della serie Carol Burnett, seguita da Anita Barone, Meagen Fay, Richard Kind, Terry Kiser, Peter Krause e Jeremy Piven. In ogni episodio compare di solito anche una guest star. Nel 1990 Swoosie Kurtz ha vinto un Emmy Award per la sua interpretazione nell'episodio intitolato Reunion.

## Produzione
La serie fu prodotta da Kalola Productions, Touchstone Television e Wind Dancer Productions. Le musiche furono composte da Howard Pearl e Dan Foliart.

### Registi
Tra i registi sono accreditati:
- Will Mackenzie
- Marian Deaton
- Andrew D. Weyman

### Sceneggiatori
Tra gli sceneggiatori sono accreditati:
- Darrel Campbell
- Mark St. Germain
- Marilyn Anderson
- Dana Coen
- Peter Tolan

## Distribuzione
La serie fu trasmessa negli Stati Uniti dal 31 marzo 1990 al 20 luglio 1991 sulla rete televisiva NBC. In Italia è stata trasmessa dal 1997 su RaiUno con il titolo Carol & Company. È stata distribuita anche in Spagna con il titolo Carol y compañía.

## Episodi
| Stagione         | Episodi | Prima TV USA |
| ---------------- | ------- | ------------ |
| Prima stagione   | 12      | 1990         |
| Seconda stagione | 22      | 1990-1991    |